# Felix Martin (Politiker)

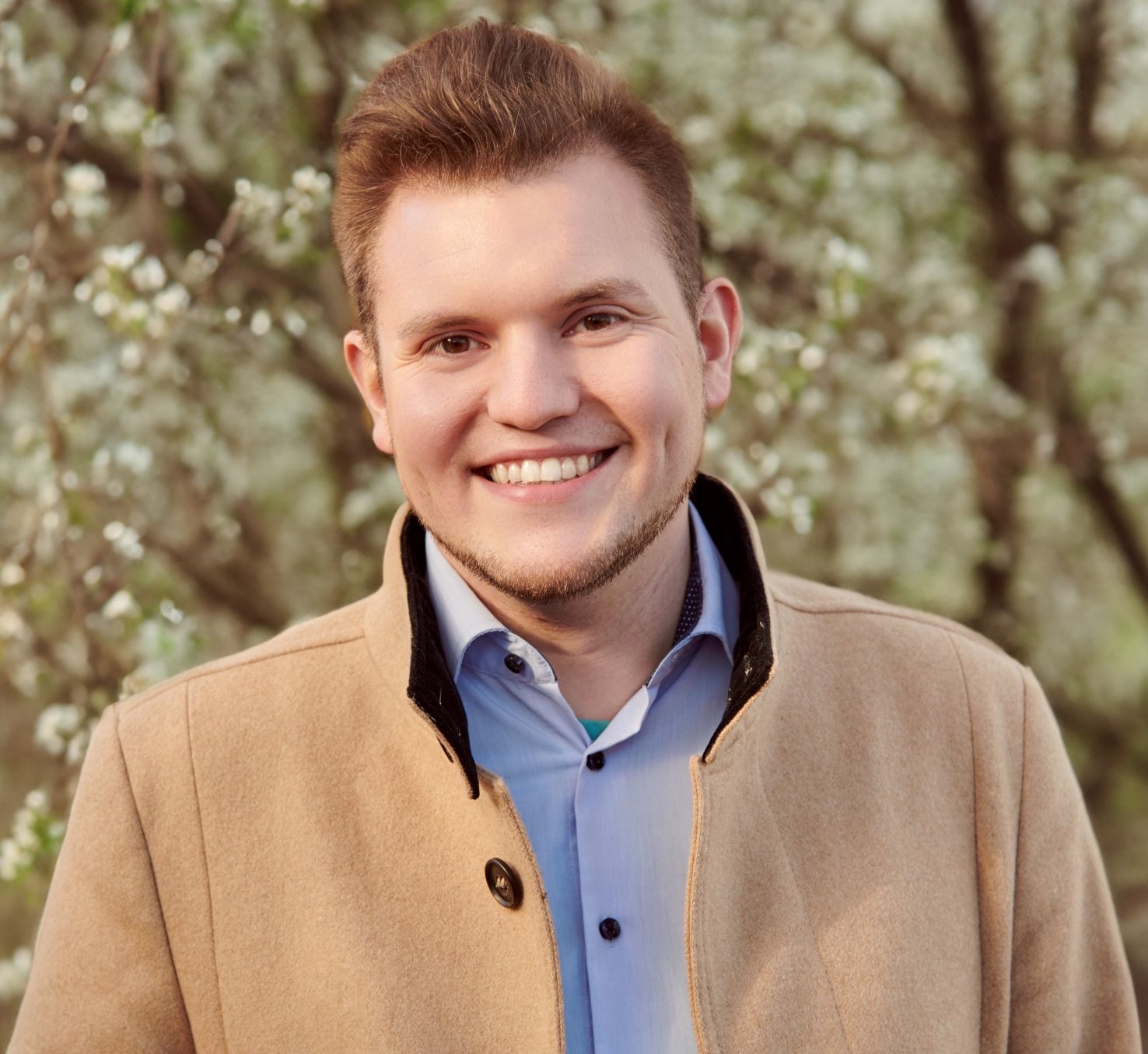
Felix Martin, 2024

Felix Martin (* 21. September 1995 in Eschwege) ist ein deutscher Politiker (Bündnis 90/Die Grünen) und seit 2019 Abgeordneter im Hessischen Landtag.

## Ausbildung & Ehrenamt
Nach seinem Realschulabschluss an der Brüder-Grimm-Schule Eschwege im Jahr 2012 besuchte Martin das Berufliche Gymnasium in Eschwege, dessen Schülersprecher er auch war. Zeitgleich leitete er eine Nachmittags-AG an seiner ehemaligen Grundschule. Während der Zeit am Gymnasium engagierte sich Martin als Kreisschülersprecher sowie in der Jugendarbeit. Nach dem Abitur studierte Martin drei Semester Politikwissenschaften und Soziologie an der Georg-August-Universität Göttingen. Während seines Studiums war er als studentische Hilfskraft am erziehungs- und später auch am politikwissenschaftlichen Institut tätig. Danach absolvierte er eine Ausbildung zum Bankkaufmann bei der Sparkasse Göttingen. Diese hat er in Teilzeit neben seiner Abgeordnetentätigkeit fortgeführt und im Januar 2020 erfolgreich abgeschlossen.
Martin engagiert sich seit 2014 ehrenamtlich im Stiftungsrat der Bürgerstiftung des Werra-Meißner-Kreises. Seit 2022 ist er Vorsitzender des Stiftungsrats. Mit dem Vorstand der Sportjugend Werra-Meißner, in dem er von 2015 bis 2021 aktiv war, gehörte er 2018 zu den Preisträgern des Hessischen Demografiepreises. Im September 2020 wurde Felix Martin Pate des Projektes Schule ohne Rassismus – Schule mit Courage an der Brüder-Grimm-Schule in Eschwege.

## Politik
Im April 2013 war Martin Mitbegründer der Grünen Jugend im Werra-Meißner-Kreis und war zwei Jahre lang Mitglied im Kreisvorstand, bevor er von 2015 bis 2017 dem hessischen Landesvorstand der Grünen Jugend angehörte. Von 2013 bis 2023 war er Mitglied im Parteivorstand von Bündnis 90/Die Grünen im Werra-Meißner-Kreis, ab 2017 als deren Vorstandssprecher. Seit 2017 ist er außerdem Abgeordneter im Kreistag des Werra-Meißner-Kreises. Dort war er zunächst Mitglied im Ausschuss für Soziales & Integration, im Jugendhilfeausschuss sowie im Rechnungsprüfungsausschuss. Gemeinsam mit Sigrid Erfurth war er Spitzenkandidat der Grünen für die Kreistagswahl am 14. März 2021. Dabei erzielten Bündnis 90/Die Grünen mit 13,2 % ihr historisches bestes Ergebnis und Martin wurde erneut in den Kreistag gewählt. Seitdem ist er Vorsitzender des Ausschusses für Gesundheit sowie Mitglied im Verwaltungsrat der Sparkasse Werra-Meißner.
Bei der Landtagswahl in Hessen 2018 trat Martin im Wahlkreis Eschwege-Witzenhausen an. Als jüngster Kandidat im Wahlkreis schaffte der damals 23-jährige mit 15,3 % ein beachtliches Ergebnis und zog über Platz 18 der Landesliste von Bündnis 90/Die Grünen in den Hessischen Landtag ein. Dort war er Mitglied des Ältestenrates, im Haushaltsausschuss sowie im Ausschuss für Soziales und Integration. Martin war zunächst Sprecher seiner Fraktion für Arbeitsmarkt, Ausbildung, Kommunalfinanzen, Jugend, Antidiskriminierung und Queerpolitik. Im Juli 2021 wurde er als Nachfolger von Marcus Bocklet Obmann seiner Fraktion im Ausschuss für Soziales und Integration.
Bei der Landtagswahl am 8. Oktober 2023 kandidierte Martin erneut im Wahlkreis Eschwege-Witzenhausen und zog über Platz 12 der Landesliste von Bündnis 90/Die Grünen in den hessischen Landtag ein. Im 21. hessischen Landtag ist Martin Obmann seiner Fraktion im Ausschuss für Arbeit und Soziales sowie Sprecher für Arbeit, Ausbildung und frühkindliche Bildung. Ferner ist Martin stellvertretender Vorsitzender der Enquetekommission „Demokratie und Teilhabe leben – Beteiligung junger Menschen stärken“.

## Politische Positionen
Im April 2019 hat sich der hessische Landtag mit großer Mehrheit für einen Antrag ausgesprochen, der ein Verbot sogenannter Konversionstherapien fordert. In seiner Einbringungsrede sagte Felix Martin: „Wer Menschen einreden will, die Art, wie sie Sexualität leben, sei falsch, unnormal oder gar krankhaft, macht genau damit diese Menschen tatsächlich krank.“ Im Bundesrat wurde eine gleichlautende Initiative der hessischen Landesregierung von der Mehrheit der Länder angenommen. Im Juni 2020 wurde das Gesetz zum Schutz vor Konversionsbehandlungen vom Bundestag beschlossen. Es verbietet Konversionstherapien bei Minderjährigen bis 18 Jahre und beinhaltet ein Werbeverbot.
Im Juni 2020 hat Felix Martin unter dem Titel „Jedes Blut ist rot und rettet Leben“ eine Initiative in den Hessischen Landtag eingebracht, die die Bundesärztekammer dazu auffordert, ihre Hämotherapie-Richtlinie gemäß aktueller wissenschaftlicher Erkenntnisse zu aktualisieren und eine diskriminierungsfreie Blutspendepraxis zu ermöglichen. Er sagte damals in einer aktuellen Stunde seiner Fraktion: „Weiterhin sind Männer, die Sex mit Männern haben, faktisch von der Blutspende ausgeschlossen. Wollen sie Blut spenden, müssen sie 12 Monate lang enthaltsam leben. Das ist diskriminierend und medizinisch nicht zu begründen. Nicht sexuelle Orientierung oder Geschlechtsidentität, sondern ausschließlich das individuelle Risikoverhalten muss darüber entscheiden, wer Blut spenden darf.“ Die Initiative wurde mit den Stimmen von CDU, Bündnis 90/Die Grünen, FDP und Die Linke angenommen.
Im Oktober 2020 wurde der erste hessische Preis für lesbische Sichtbarkeit durch Sozialminister Kai Klose verliehen, nachdem diese Initiative 2018 im Koalitionsvertrag von CDU und Bündnis 90/Die Grünen vereinbart wurde. Martin sagte damals, der Preis sei ein wichtiges Signal für den sozialen Zusammenhalt, die Sichtbarkeit gesellschaftlicher Vielfalt und den gegenseitigen Respekt. Es brauche Vorbilder, die anderen Menschen Mut machen sich zu engagieren und selbstbewusst als die Person aufzutreten, die sie sind.

## Privates
Er ist an AIDS erkrankt.